# Physalaemus randi
Physalaemus randi é uma espécie de anfíbio da família Leptodactylidae.
É endémica do Equador.
Os seus habitats naturais são: florestas subtropicais ou tropicais húmidas de baixa altitude, marismas de água doce, terras aráveis, pastagens, plantações, jardins rurais, florestas secundárias altamente degradadas, terras irrigadas e áreas agrícolas temporariamente alagadas.